# مفوضية الرايخ أوستلاند
قامت ألمانيا النازية بتأسيس ولاية أوستلاند(RKO) في عام 1941 خلال الحرب العالمية الثانية. أصبح نظام الاحتلال المدني في دول البلطيق (إستونيا ولاتفيا وليتوانيا)، في الجزء الشمالي الشرقي من بولندا وفي الجزء الغربي من جمهورية بيلوروسيا الاشتراكية السوفيتية. تشير وثائق التخطيط الألمانية في البداية إلى ما يعادل Reichskommissariat Baltenland («أرض البلطيق»). شارك الهيكل السياسي لهذه المنطقة - بعد فترة أولية من الإدارة العسكرية قبل إنشائها - في إدارة مدنية ألمانية، اسمياً تحت سلطة وزارة الرايخ للأراضي الشرقية المحتلة ((بالألمانية: Reichsministerium für die besetzten Ostgebiete)‏ بقيادة الإيديولوجي النازي ألفريد روزنبرغ، لكن سيطر عليها في الواقع المسؤول النازي هنريش لوهس، الرايخسوميسار المعين للمنطقة.
تضمنت الأهداف السياسية الرئيسية لألمانيا للرايخسوميسا، كما حددتها الوزارة في إطار السياسات الاشتراكية القومية للشرق التي وضعها أدولف هتلر، الإبادة الكاملة للسكان اليهود، بالإضافة إلى تسوية ليبنسراوم للألمان إلى جانب طرد بعض السكان الأصليين وألمنة بقية السكان. هذه السياسات لا تنطبق فقط على ولاية أوستريا ولكن أيضًا على الأراضي السوفيتية التي احتلتها ألمانيا. من خلال استخدام قوات أينزاتسغروبن إيه وبي بمشاركة نشطة من القوات المساعدة المحلية، قُتل أكثر من مليون يهودي في أوستلاند. سيتم تنفيذ سياسات الألمنة المبنية على أسس جنرالبلان أوست، من خلال سلسلة من المراسيم الخاصة والمبادئ التوجيهية لخطط التسوية العامة في أوستلاند.
في عامي 1943 و1944 استعاد الجيش الأحمر السوفيتي تدريجيًا معظم أراضي أوستلاند في تقدمه غربًا، لكن قوات الفيرماخت صمدت في جيب كورلاند حتى مايو 1945. مع نهاية الحرب في أوروبا وهزيمة ألمانيا في عام 1945، لم تعد المنطقة موجودة.
لا ينبغي الخلط بين أوستلاند وأوبر أوست (1914-1919)، الذي كان له دور مماثل كسلطة احتلال لأراضي البلطيق التي غزتها الإمبراطورية الألمانية في الحرب العالمية الأولى.

## التاريخ

### التخطيط قبل الهجوم على الاتحاد السوفيتي

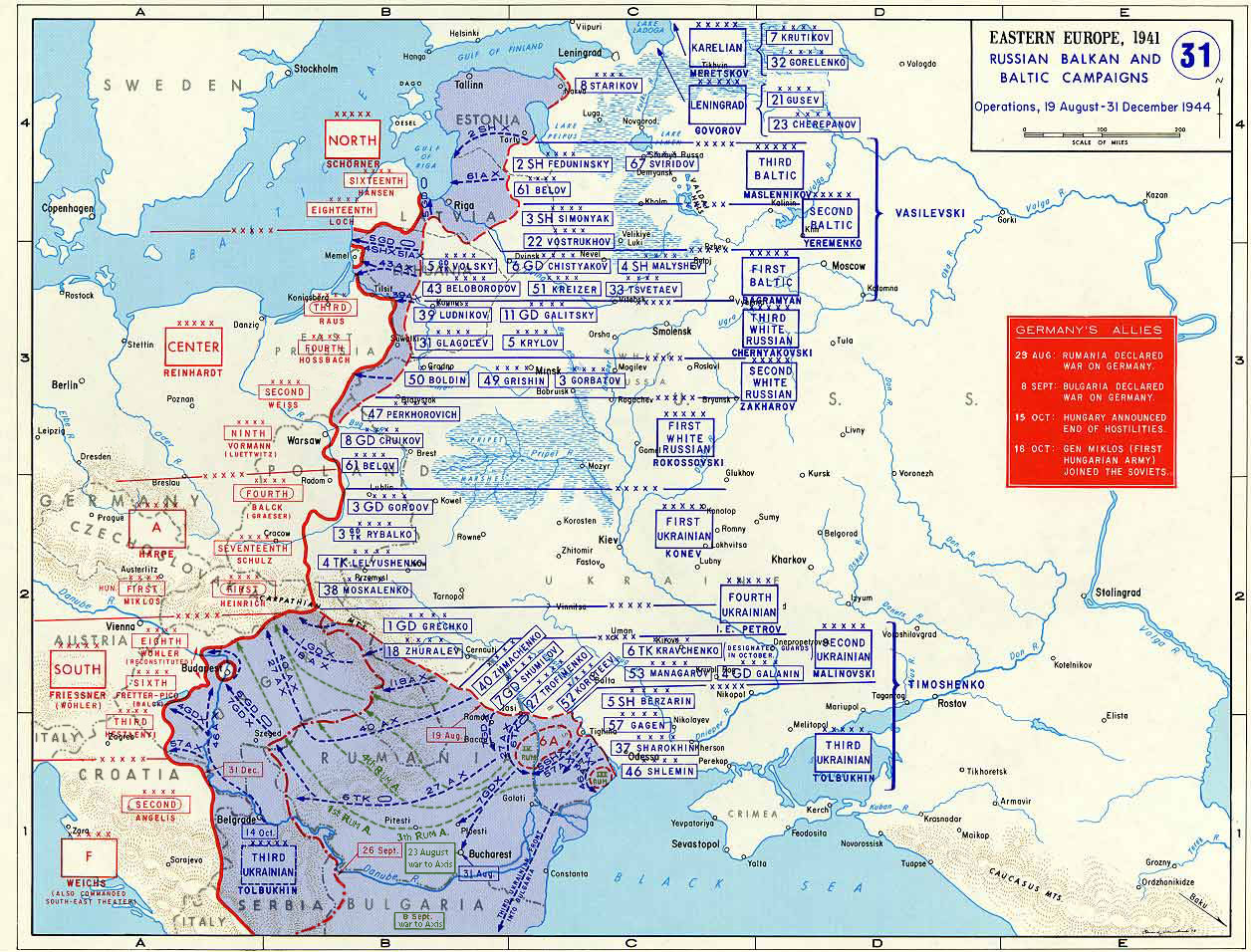
العمليات السوفيتية، 19 أغسطس إلى 31 ديسمبر 1944.

في الأصل وزير الرايخ للأراضي الشرقية المحتلة (بالألمانية: Reichsminister für die besetzten Ostgebiete)‏، تصور ألفريد روزنبرغ استخدام مصطلح بالنتلاند ("Baltic Land") قبل صيف عام 1941 للمنطقة التي ستُعرف في النهاية باسم أوستلاند. عارض هذه الفكرة أوتو بروتيجام، زميل روزنبرغ الرئيسي في ذلك الوقت. في إعلان لاحق، زعم أن روزنبرغ (وهو نفسه ألماني من البلطيق، تأثر بـ «أصدقائه البلطيقيين» في إرسال هذه المبادرة، حيث سيتم تشكيل «مفوضية البلطيق» مع إضافة بيلاروسيا. وتحدث مع ذلك زميل إضافي أكثر أهمية من روزنبرغ، جورج ليببرانت. قال إن تعاطف شعوب البلطيق، الذين يريدون بطبيعة الحال استخدام المصطلحات الخاصة بهم، يمكن أن يضيع تماما. وبالتالي لن يتم كسبهم إما كداعمين للمجهود الحربي الألماني، أو كمستوطنين ذوي قيمة عرقية للمنطقة.

### بعد عملية باربروسا
بعد الغزو الألماني للاتحاد السوفيتي، تم فتح مناطق شاسعة شرق ألمانيا. في البداية، ستبقى هذه المناطق تحت الاحتلال العسكري تحت سلطة فيرماخت، ولكن بمجرد أن يسمح الوضع العسكري، سيتم إنشاء شكل دائم من الإدارة تحت الحكم الألماني لهذه المناطق.

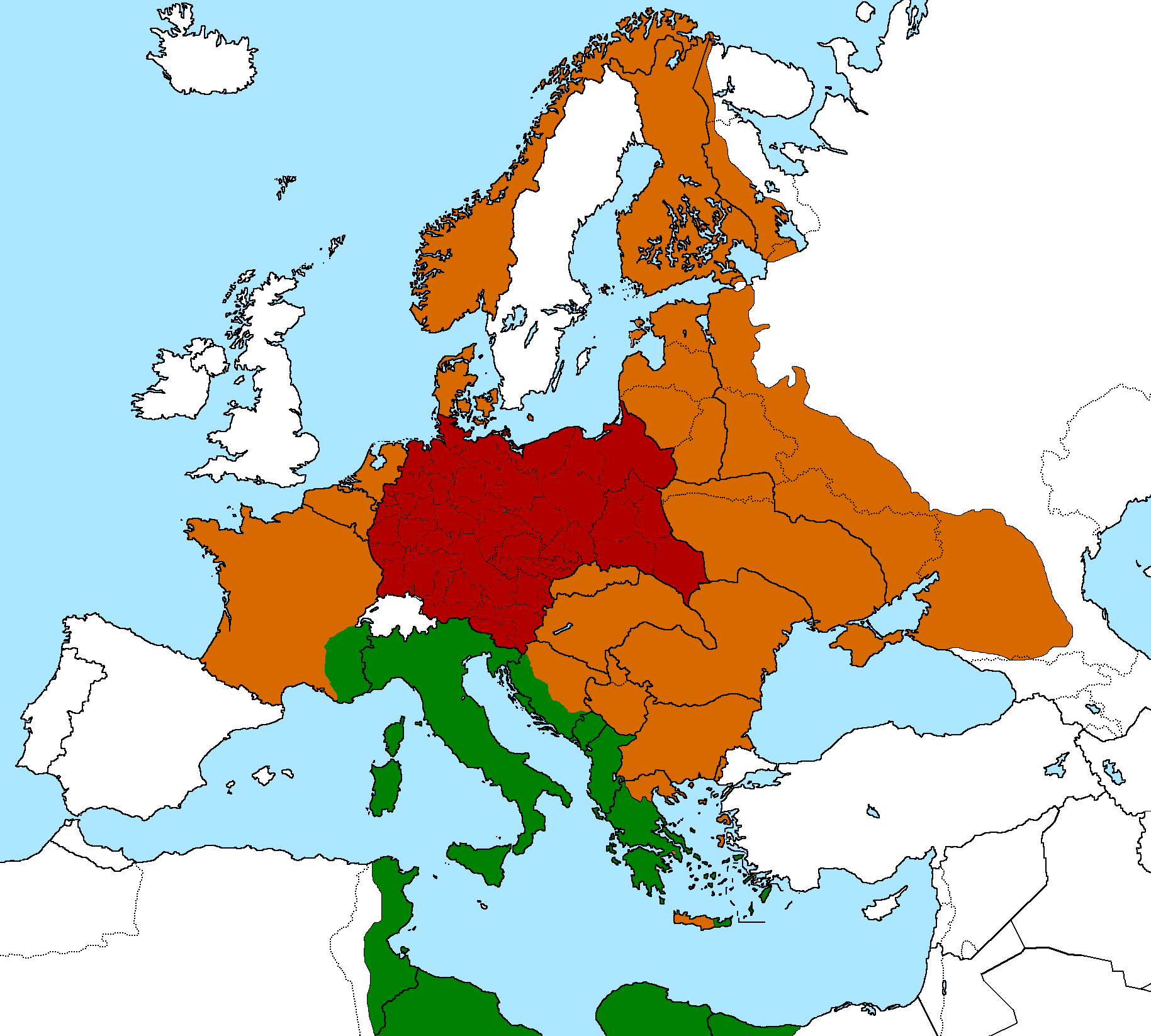
الرايخ الألماني الكبير (الأحمر) وحلفاؤه في عام 1942

## الخطط الألمانية
تختلف الأهداف السياسية قصيرة الأجل لأوستلاند عن تلك الخاصة بأوكرانيا أو القوقاز أو مناطق موسكو. في أراضي البلطيق، والتي كان من المقرر أن تضم مع روسيا البيضاء.